# (26375) 1999 DE9
(26375) 1999 DE9 est un objet transneptunien, en résonance 2:5 avec Neptune, découvert en 1999 par Jane Luu et Chadwick Trujillo.